# Кашпарек

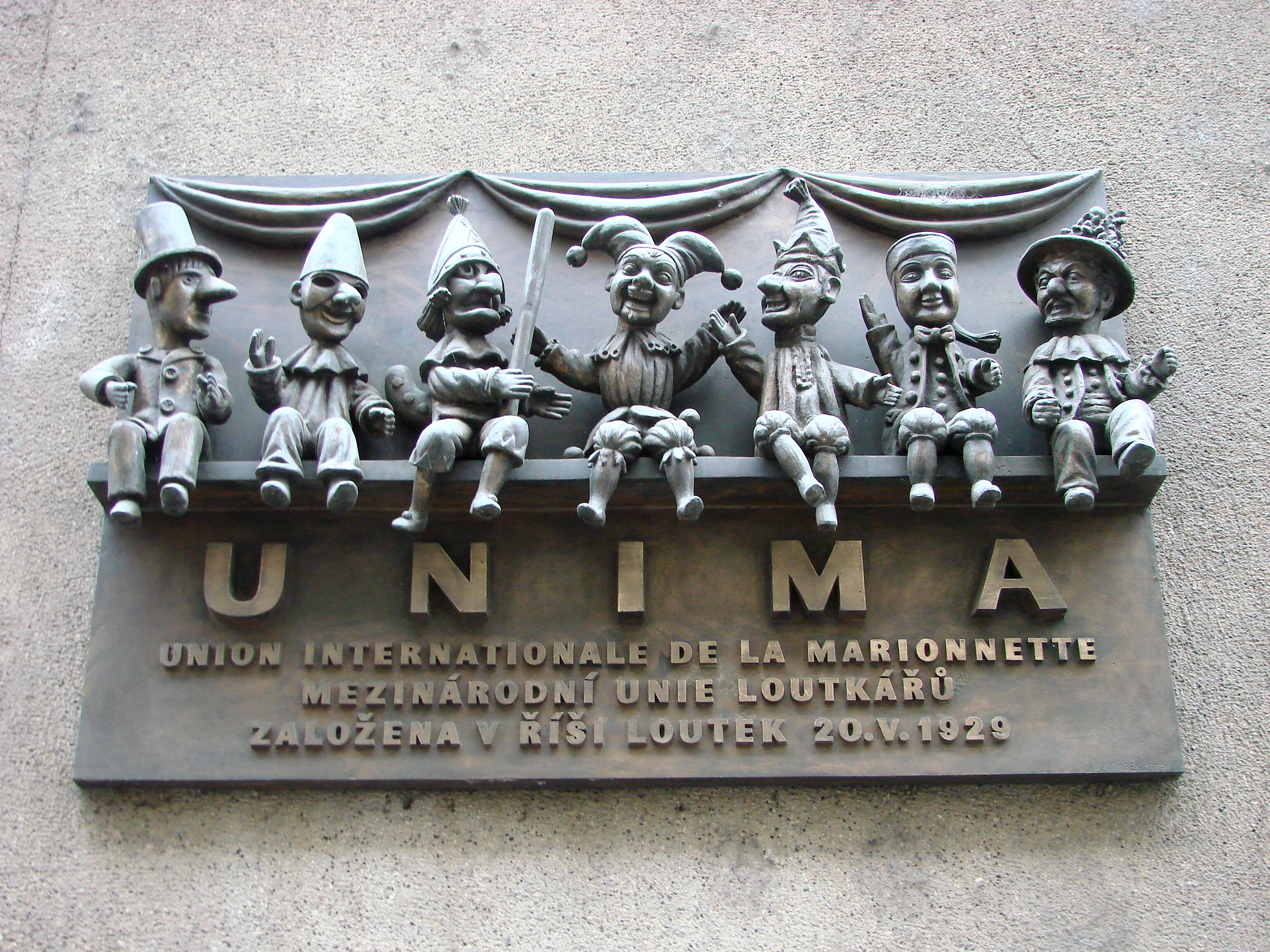
Слева направо: Чанче из Бельгии, Пульчинелла из Италии, Панч из Англии, Кашпарек из Чехии, Гиньоль из Франции, Карагёз из Турции

Кашпарек (чеш. Kašpárek) — персонаж чешского театра кукол, обычно это марионетка одетая в шутовской костюм. Кашпарек появился в Чехии в конце XVIII века, сменив своего предшественника, куклу-шута по имени Пимперле.
По характеру это добродушный и жизнерадостный чешский крестьянин. С публикой он общался по чешски.
В XIX веке образ Кашпарека развил и обогатил кукольник Матей Копецкий. В период борьбы чешского народа с австрийским владычеством, политические сатирические представления с участием Кашпарека имели большое значение.
Уличные представления были сюжетно схожими с представлениями русского Петрушки.
Писатель и педагог Франтишек Рут отвечал за систематическое распространение кукольных пьес о Кашпареке в 1885—1925 годах. Его Кашпарек — герой и движитель событий в различных ролях: на Востоке он поступает на службу к великому визирю, дома он становится полицейским или переживает невероятные приключения.
С 1924 года в Театре комедии на улице Водичкова в Праге, а затем в 1929—1936 годах чешский актер-комик Войта Мертен создал персонажа живого Кашпарека (то есть Кашпарек стал живым персонажем, а не куклой, его играли «в живом плане»).
Кашпарек в Чехословакии пользовался широкой популярностью.
Кашпарека не следует путать с героем немецких и австрийских кукольных представлений Кашперле.